# 磯部八五郎
磯部 八五郎（いそべ はちごろう、1841年（天保12年2月） - 1911年（明治44年）10月25日）は、日本の政治家、衆議院議員（1期）。

## 経歴
新潟県出身。郷学校を設立し、教導職試補、訓導、雑太郡書記、皆川、国中(のち畑野村→畑野町、現・佐渡市)各村会議員、新潟県会議員、佐渡郡参事会員、同郡徴兵参事員、佐渡養蚕伝習所長となる。
1898年8月の第6回衆議院議員総選挙において新潟9区から憲政本党公認で立候補して当選する。衆議院議員を1期務め、1902年の第7回衆議院議員総選挙は不出馬。1911年に死去した。